# The Surface
The Surface es el quinto álbum de estudio de la banda estadounidense de hardcore punk Beartooth. Fue lanzado por Red Bull Records el 13 de octubre de 2023 y fue producido por el vocalista de dicha banda Caleb Shomo.
El 20 de septiembre de 2024 se lanzó una edición de lujo de The Surface, con 7 pistas adicionales

## Antecedentes y promoción
El 12 de julio de 2022, la banda lanzó el primer sencillo "Riptide" junto con un video musical que lo acompaña. El 21 de abril de 2023, Beartooth presentó el segundo sencillo titulado "Sunshine!" junto con un video musical visualizador. El 21 de julio, la banda lanzó el tercer sencillo "Might Love Myself" y su correspondiente video musical. Al mismo tiempo, anunciaron oficialmente el álbum en sí y la fecha de lanzamiento, al mismo tiempo que revelaron la portada del álbum y la lista de canciones.
El 25 de agosto, la banda lanzó el cuarto sencillo, "Doubt Me", junto con un video musical. El 15 de septiembre, un mes antes del lanzamiento del álbum, la banda lanzó el quinto sencillo, "The Better Me", con Hardy. El video musical de "I Was Alive" se lanzó el 13 de octubre de 2023, coincidiendo con el lanzamiento del álbum.
El 20 de septiembre de 2024, la banda lanzó el video musical de la canción "ATTN", que apareció en la edición de lujo de The Surface, que también se lanzó el mismo día que el video musical.

## Lista de canciones
Todas las canciones escritas y compuestas por Caleb Shomo. 
| N.º | Título                      | Duración |  |
| 1.  | «The Surface»               | 3:54     |  |
| 2.  | «Riptide»                   | 3:31     |  |
| 3.  | «Doubt Me»                  | 3:10     |  |
| 4.  | «The Better Me» (con Hardy) | 3:15     |  |
| 5.  | «Might Love Myself»         | 3:39     |  |
| 6.  | «Sunshine!»                 | 3:18     |  |
| 7.  | «What's Killing You»        | 3:52     |  |
| 8.  | «Look the Other Way»        | 3:07     |  |
| 9.  | «What Are You Waiting For»  | 3:05     |  |
| 10. | «My New Reality»            | 3:20     |  |
| 11. | «I Was Alive»               | 3:18     |  |

| Edición de lujo |                                          |          |  |
| N.º             | Título                                   | Duración |  |
| 12.             | «Attn»                                   | 3:23     |  |
| 13.             | «Sunshine! - Live in Sacramento»         | 3:19     |  |
| 14.             | «Might Love Myself - Live in Sacramento» | 4:38     |  |
| 15.             | «I Was Alive - Live in Sacramento»       | 3:47     |  |
| 16.             | «Might Love Myself - Smooth Mix»         | 3:35     |  |
| 17.             | «I Was Alive - Low Gain Mix»             | 3:20     |  |
| 18.             | «Look The Other Way - Ambient Mix»       | 3:04     |  |

## Posicionamiento en lista
| Lista (2023)                          | Posición |
| ------------------------------------- | -------- |
| Alemania (Offizielle Top 100)         | 24       |
| Austria (Ö3 Austria)                  | 38       |
| Escocia (Scottish Albums Chart)       | 24       |
| Estados Unidos (Billboard 200)        | 42       |
| Estados Unidos (Independent Albums)   | 7        |
| Estados Unidos (Top Hard Rock Albums) | 1        |
| Estados Unidos (Top Rock Albums)      | 6        |
| Reino Unido (UK Album Downloads)      | 19       |
| Reino Unido (UK Independent Albums)   | 12       |

## Personal
Beartooth
- Caleb Shomo – voz principal, producción, masterización, mezcla, ingeniería
- Zach Huston – guitarra principal, coros
- Will Deely – guitarra rítmica, coros
- Oshie Bichar – bajo, coros, producción adicional
- Connor Denis – batería, coros